# Маленький человек Тейт
«Маленький человек Тейт» (англ. Little Man Tate) — американский кинофильм 1991 года. Режиссёрский дебют Джоди Фостер.

## Сюжет
Мать-одиночка Диди Тейт воспитывает одарённого семилетнего сына Фредди. Психолог Джейн Грирсон считает, что её сын гений и просит отдать его в школу для одарённых детей. Диди предстоит выбор: стать матерью будущего гения и лишить его детства или продолжить прежнюю жизнь «счастливой матери и обыкновенного ребёнка».

## В ролях
| Актёр           | Роль                                   |
| --------------- | -------------------------------------- |
| Джоди Фостер    | Диди Тейт                              |
| Адам Хэнн-Берд  | Фредди Тейт                            |
| Дайан Уист      | Джейн Грирсон                          |
| Гарри Конник    | Эдди                                   |
| Дэвид Хайд Пирс | Гарт Эммерик                           |
| Деби Мейзар     | Джини                                  |
| Майкл Шульман   | Мэтт Монтини                           |
| Селия Уэстон    | мисс Нимвел                            |
| Боб Балабан     | ведущий викторины (в титрах не указан) |